# 小坂太郎
小坂 太郎（こさか たろう、1928年（昭和3年）5月30日 - 2010年（平成22年）11月8日）は、秋田県出身の詩人。第7回小熊秀雄賞受賞。本名小坂 芳太郎（こさか よしたろう）。

## 経歴
秋田県雄勝郡西馬音内町（現、羽後町）生まれ。旧制県立横手中学校卒。1951年（昭和26年）より郷里の中学校にて教職に就き、1989年（平成元年）羽後町立三輪中学校（教頭）を定年にて退官。教職の傍ら郷里を基底に詩作を続け、1960年（昭和35年）に思潮社より第一詩集『北方の眼』を刊行。生涯に詩集十冊のほか、評論や随筆集などを著した。1973年（昭和48年）詩「米」（『北の儀式』所収）にて第十回総評文学賞、翌1974年に第四詩集『北の儀式』にて小熊秀雄賞、1987年（昭和60年）には第八詩集『北の鷹匠』で秋田県芸術選奨を受賞している。また、「さきがけ詩壇」（秋田魁新報）選者、日本現代詩人会会員のほか、三輪野中人形保存会理事、西馬音内盆踊り保存会顧問、民話伝承館名誉館長をつとめるなど、地域文化の記録伝承活動にも関わった。

## 書籍

### 著作
- 『雪国昭和少年記』萌芽舎、2010年。
- 『西馬音内盆踊り：わがこころの原風景』影書房、2002年。
- 『北の鬼灯：詩集』土曜美術社出版販売、2002年。
- 『篝火慕情：西馬音内盆踊小伝』秋田ほんこの会〈秋田ほんこ第3期第13集（通巻第48号）〉、2000年。
- 『雪と篝火：私の西馬音内盆踊り』民話伝承館、1999年。
- 『詩集 北の民話』民話伝承館、1998年。
- 『詩集 北の系譜』書肆青樹社、1996年。
- 『小坂太郎詩集』土曜美術社〈日本現代詩文庫；61〉、1992年。
- 『私の西馬音内地図』雪国文学社、1990年。
- 『北の篝火：ESSAY』秋田文化出版社、1989年。
- 『北の鷹匠』思潮社、1986年。
- 『小坂太郎詩集』芸風書院〈日本現代詩人叢書；第20集〉、1982年。
- 『北の午前：詩集』東海書店、1980年。
- 『北方農民詩の系譜：農民の生活と思想』秋田書房（あきた文庫；4）、1978年。
- 『村の子たちの詩：北方教育・一つの戦後』たいまつ社〈たいまつ信書；39〉、1978年。
- 『北方—わが詩と現実：小坂太郎エッセイ集』秋田文化出版社、1977年。
- 『北方農民詩の系譜：農民の生活と思想』秋田書房〈あきた文庫〉、1977年。
- 『北囚：小坂太郎詩集』たいまつ社、1978年。
- 『首を捜す：わが北方綴方』秋田文化出版社、1975年。
- 『北の儀式：小坂太郎詩集』秋田文化出版社〈秋田詩人選〉、1973年。
- 『北方伝説：小坂太郎詩集』処女地帯社〈処女地帯双書〉、1969年。
- 『北方家族：小坂太郎詩集』潮流出版社、1964年。
- 『北方の眼』思潮社〈新鋭詩人叢書〉、1960年。

### 編集・共著
- 小坂太郎・秋田ほんこの会編集部編『風土と詩人：秋田の風土をうたう』秋田ほんこの会〈処女地帯特集双書2〉、2005年。
- 小坂太郎・秋田ほんこの会編集部編『詩人と戦争』秋田ほんこの会〈処女地帯特集双書1〉、2004年。
- 小坂太郎ほか編『目で見る横手・湯沢・平鹿・雄勝の100年：写真が語る激動のふるさと一世紀』郷土出版社、2001年。
- 文学の村同人編『雄勝風土記』秋田文化出版社、1980年。
- 小坂太郎編『村の子たちの詩：北方教育・一つの戦後』たいまつ社〈たいまつ新書；39〉、1978年。
- 小坂太郎(文)・斎藤昇(絵)『さた子沼』無明舎〈あきたの民話絵本；6〉、1978年。
- 秋田県の歴史散歩編集委員会編『秋田県の歴史散歩』山川出版社、1975年。
- 小坂太郎編『秋田出かせぎ詩集』秋田文化出版社、1973年。
- 小坂太郎・矢野恵之助編『ぶらっくえれじい』小坂太郎出版、1972年。